# 安永真白
安永真白（日语：／ Yasunaga Mashiro，1999年7月11日—），日本女子花样游泳运动员，2022年世界游泳锦标赛集体技术自选和自由组合银牌得主、集体自由自选铜牌得主、2023年世界游泳锦标赛女子双人技术自选金牌得主。